# Keshab Chandra Sen

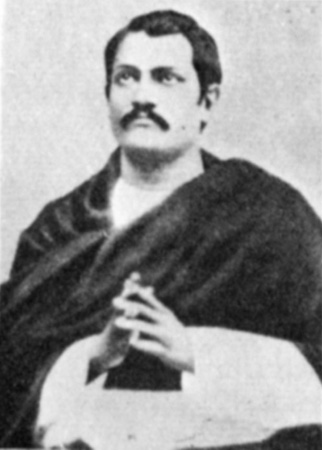
Keshab Chandra Sen.

Keshub Chandra Sen (bengali: কেশবচন্দ্র সেন), även Keshub Chunder Sen, född 1838, död 1884, var en indisk filosof och reformator. Sen försökte förena kristen teologi och hinduisk filosofi. Han grundade sällskapet Bharatvarshiya Brahma Samâj 1866 och senare Naba Bidhan. Han förespråkade och genomdrev även ett antal reformer.